# Liste der größten Unternehmen in Simbabwe
Die Liste der größten Unternehmen in Simbabwe enthält die vom Wirtschaftsmagazin „African Business“ in der Liste „Southern Africa’s Top 50 companies“ (ohne Republik Südafrika) veröffentlichten größten börsennotierten Unternehmen in Simbabwe.
Die Zahlen sind in US-Dollar angegeben und beziehen sich auf den Börsenkurs vom 31. Dezember 2006.
| Rang | Rang Top 50 | Name                        | Marktwert (in $) | Branche           |
| ---- | ----------- | --------------------------- | ---------------- | ----------------- |
| 1.   | 1.          | Pretoria Portland Cement    | 4.443.488.810    | Bauhauptgewerbe   |
| 2.   | 8.          | Delta Corporation           | 217.949.554      | Mischkonzerne     |
| 3.   | 10.         | Innscor Africa              | 203.844.553      | Mischkonzerne     |
| 4.   | 12.         | Meikles Africa              | 201.879.510      | Handel            |
| 5.   | 15.         | Econet Wireless Holdings    | 149.981.141      | Telekommunikation |
| 6.   | 24.         | First Mutual Life Assurance | 82.128.126       | Versicherungen    |
| 7.   | 27.         | Cotton Company of Zimbabwe  | 80.826.784       | Baumwolle         |
| 8.   | 28.         | Hippo Valley Estates        | 79.691.010       | Nahrungsmittel    |
| 9.   | 29.         | Bindura Nickel Corporation  | 78.161.440       | Bergbau           |
| 10.  | 30.         | Rio Tinto Zimbabwe          | 74.281.584       | Bergbau           |
| 11.  | 37.         | BAT Zimbabwe                | 54.607.521       | Tabak             |
| 12.  | 38.         | First Banking Corporation   | 53.331.953       | Banken            |
| 13.  | 40.         | OK Zimbabwe                 | 49.193.879       | Handel            |
| 14.  | 43.         | National Foods Holdings     | 40.340.634       | Nahrungsmittel    |
| 15.  | 44.         | ZSR Corporation             | 40.031.519       | Nahrungsmittel    |
| 16.  | 46.         | Dairibord Zimbabwe          | 38.182.594       | Nahrungsmittel    |
| 17.  | 48.         | Seed Company of Zimbabwe    | 31.588.330       | Saatgut           |
| 18.  | 49.         | Zimbabwe Reinsurance        | 28.790.812       | Versicherungen    |
| 19.  | 50.         | Chemco Holdings             | 27.213.631       | Chemie            |